# Apfeltrach
Apfeltrach es un municipio situado en el distrito de Baja Algovia, en el estado federado de Baviera (Alemania). Tiene una población estimada, a fines de 2020, de 975 habitantes.
Forma parte de la comunidad de municipios (en alemán, verwaltungsgemeinschaft) de Dirlewang.
Está ubicado al suroeste del estado, en la región de Suabia, en la vertiente norte de las estribaciones de los Alpes, cerca de la orilla del río Iller —un afluente derecho del Danubio— y de la frontera con el estado de Baden-Wurtemberg.